# تطبيق أبل تي في
تطبيق أبل تي في (بالإنجليزية: Apple TV app) المعروف أيضًا باسم أبل تي في (بالإنجليزية: Apple TV)، وتي في (بالإنجليزية: TV) تطبيق تي في (بالإنجليزية: TV app) هو خط من برامج تشغيل الوسائط التي طورتها شركة أبل. لمشاهدة البرامج التلفزيونية والأفلام التي تقدمها أبل للأجهزة الإلكترونية الاستهلاكية. يمكنه بث المحتوى من آيتونز ستور وخدمة الفيديو حسب الطلب من قنوات أبل تي في وخدمة الاشتراك في المحتوى الأصلي أبل تي في +. على أجهزة آيفون، آي باد، آي بود تاتش، أبل فيجن برو، وأبل تي في، يمكنه أيضًا فهرسة المحتوى والوصول إليه من التطبيقات المرتبطة بخدمات الفيديو حسب الطلب الأخرى.
تم إصدار التطبيق في الولايات المتحدة في ديسمبر 2016 لأجهزة الآيفون، وآي بود تاتش، والآي باد وتم طرحه في دول أخرى بدءًا من أواخر عام 2017. خلال عامي 2019 و2020، تم تقديمه إلى أجهزة ماك والجيل الثالث من أبل تي في وتدريجيًا، مع حذف بعض الميزات، إلى الأجهزة غير التابعة لشركة أبل: طرازات روكو وأمازون فاير تي في بعد عام 2015 وبعض طرازات التلفزيون الأحدث على منصات روكو تي في وإصدار فاير تي في وسامسونج تايزن وإل جي ويب أو إس وفيزيو سمارت كاست للتلفزيون الذكي، مع وصول طرازات سوني أندرويد تي في الجديدة المحددة في أكتوبر 2020.

## التاريخ

### أجهزة الطرف الأول

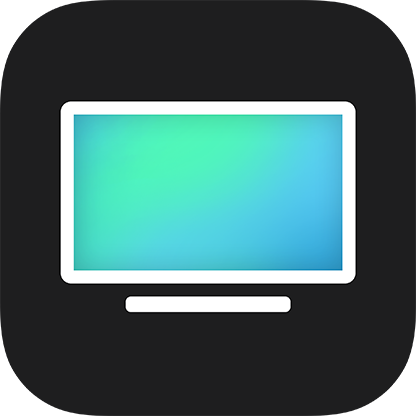
أيقونة تطبيق التي في المستخدمة في آي أو إس و تي في أو إس من ديسمبر 2016 إلى مارس 2019

تم الإعلان عن تي في في حدث إعلامي لشركة أبل في 27 أكتوبر 2016، وتم إصداره في الولايات المتحدة في 12 ديسمبر 2016، مع آي أو إس 10.2 وتي في أو إس 10.1، ليحل محل تطبيق «فيديوهات» في الإصدارات السابقة من آي أو إس. يجمع هذا التطبيق بين البرامج التلفزيونية والأفلام من آيتونز ستور مع المحتوى من تطبيقات الشركاء المثبتة، ويمكنه تتبع التقدم عبر الأجهزة باستخدام نفس معرف أبل. يتم فتح المحتوى من خدمات أبل فقط داخل تطبيق تي في؛ يتم فتح المحتوى الآخر في التطبيق المرتبط.
كان التطبيق يحتوي في الأصل على خمسة أقسام: «مشاهدة الآن»، «الرياضة»، «المكتبة»، «المتجر» و«البحث». يمكن تمكين إشعارات الدفع لنتائج الرياضة.
تلقى التي في إعادة تصميم رئيسية بعد حدث أبل الإعلامي في مارس 2019، والذي أعاد تركيزه كمركز لبث الفيديو الموزع من أبل. أضاف الإصدار الجديد دعمًا لقنوات أبل تي في وظهر لأول مرة أيقونة جديدة تشبه أيقونة أجهزة أبل تي في، لتحل محل الأيقونة السابقة التي تشبه التلفزيون.
تمت إضافة التلفزيون إلى أجهزة أبل تي في من الجيل الثالث قبل تي في أو إس في مارس 2019، على الرغم من أن هذا الإصدار يفتقر إلى القدرة على الارتباط بتطبيقات الفيديو حسب الطلب الأخرى. تمت إضافة ميزة صورة داخل صورة والتبديل بين معرفات أبل المتعددة في تي في أو إس 13 إلى أجهزة أبل تي في من الجيل الرابع والإصدارات الأحدث.
تم إصدار تي في مع ماك أو إس كاتالينا في 7 أكتوبر 2019، كواحد من ثلاثة تطبيقات تم إنشاؤها لتحل محل آي تيونز. وهو يدعم دولبي أتموس، دولبي فيجن، وإتش دي آر 10 على أجهزة ماك بوك التي تم إصدارها في عام 2018 أو بعده، بينما يتم دعم تشغيل 4كي إتش دي آر على آي ماك برو وأجهزة ماك الأخرى التي تم إصدارها في عام 2018 أو بعده عند توصيلها بشاشة متوافقة.
تم إصدار تي في لنظام التشغيل فيجن أو إس في 2 فبراير 2024، إلى جانب إصدار أبل فيجن برو، ويتضمن دعمًا لمشاهدة إصدارات ثلاثية الأبعاد من الأفلام المحددة التي تم شراؤها من خلال الخدمة دون أي تكلفة إضافية.

### أجهزة الطرف الثالث
أعلنت شركة أبل في يناير 2019 أن تطبيق تي في سيكون متاحًا على منصات غير تابعة لشركة أبل لأول مرة. تم الاستشهاد بقرار التوسع إلى منصات أخرى كجزء من جهود أبل لتوسيع إيرادات خدماتها من خلال جعل محتوى الفيديو متاحًا على نطاق واسع للجمهور.
تم إطلاقه على روكو في 15 أكتوبر 2019، على الطرز التي تحمل رقم طراز 3800 أو أعلى، وعلى منصة روكو تي في أصبح متاحًا على أمازون فاير تي في في 24 أكتوبر 2019، على الرغم من أنه يقتصر على أجهزة فاير تي في التي تم إصدارها في عام 2016 أو بعده، وعلى منصة أمازون فاير تي في.
تم إطلاق التطبيق على أجهزة تلفزيون سامسونج على نسختها المخصصة من منصة تايزن أو إس في 13 مايو 2019. أصبح متاحًا على منصة إل جي ويب أو إس في 3 فبراير 2020. تمت إضافته إلى منصة فيزيو سمارت كاست في 8 سبتمبر 2020.
تم إطلاق التطبيق أيضًا على طرز مختارة من أجهزة سوني برافيا أندرويد تي في لعام 2020 في 14 أكتوبر 2020. في 16 ديسمبر 2020، أعلنت جوجل أن إصدار أندرويد تي في من التطبيق سيكون متاحًا على نطاق واسع للأجهزة الأخرى التي تعمل بنظام أندرويد تي في، بدءًا من كروم كاست مع قوقل تي في في أوائل عام 2021. أصبح متاحًا على جميع طرزات أندرويد تي في والأجهزة التي تعمل بنظام أندرويد تي في 8.0 تقريبًا في 1 يونيو 2021.
أصبح التطبيق متاحًا على بلاي ستيشن 4 وبلاي ستيشن 5 في نوفمبر 2020، بالإضافة إلى إكس بوكس ون وإكس بوكس سيريس إكس/إس في 10 نوفمبر 2020.
الميزات المتاحة من خلال البرنامج على الأجهزة غير التابعة لشركة أبل محدودة أكثر من تلك الموجودة على أجهزة أبل، مثل عدم وجود دعم دولبي أتموس ودولبي فيجن، ولكن التحديثات الإضافية قللت من الاختلافات بمرور الوقت.

## المحتوى
يدعم أبل تي في 4كي ودولبي أتموس، ودولبي فيجن وإتش دي آر 10 على أبل تي في 4K. يتم دعم دولبي فيجن وإتش دي آر 10 على طرازات آي باد برو وآيفون التي تم إصدارها في عام 2017 أو بعده، ويتم دعم دولبي أتموس على طرازات آي باد برو والآيفون لعام 2018.
يمكن أيضًا بث المحتوى من تطبيق التلفزيون عبر بروتوكول ايربلاي 2 من أبل من جهاز يدعم تطبيق التلفزيون إلى أجهزة تلفزيون ذكية معينة من سوني وفيزيو وإل جي وسامسونج.

#### قنوات أبل تي في
قنوات أبل تي (بالإنجليزية: Apple TV Channels) في هي خدمة تجمع المحتوى من خدمات الاشتراك الشهيرة للفيديو حسب الطلب ويمكن الوصول إليها من تطبيق التلفاز. تم الإعلان عنها في مارس 2019، وهي مصممة لتبسيط الاشتراكات من خلال جعلها قابلة للشراء ويمكن الوصول إليها في مركز محتوى فيديو واحد، لذلك لا يحتاج المستهلك إلى استخدام آلية التسجيل الخاصة بكل خدمة أو عرض المحتوى من خلال تطبيق أو موقع الويب الخاص بكل خدمة. وهي مصممة للتنافس مع خدمات مماثلة مثل قنوات أمازون وإضافات هولو، والتي تجعل شبكات اشتراك مميزة متعددة متاحة في مكان واحد. يمكن أيضًا توحيد طريقة الدفع من خلال خدمة الفوترة الخاصة بشركة آبل. نظرًا لأن المحتوى من خدمات الاشتراك المدفوعة، فسيكون خاليًا من الإعلانات. يمكن أيضًا تنزيل المحتوى على الجهاز للعرض دون اتصال بالإنترنت، وهناك خيار لمشاركة الحسابات داخل العائلات.
تشمل الشركاء سينماكس وبومرنغ وقناة ديسكفري وموتور تريند و تيست ميد وستارز وإم جي إم+ وشوتايم وباراماونت+ ونِك+ وبي إي تي+ وبي بي إس وكرياستي ستريم وموبي وجلوبو بلاي وبي بي سي سيليكت وبريت بوكس وإيه إم سي + وأولبلك وشودر وأكورن تي في. كانت إتش بي أو شريكًا في الإطلاق ولكنها أوقفت قناتها بعد إطلاق إتش بي أو ماكس، وتوقفت عن الاشتراكات الجديدة واحتفظت بالاشتراكات الحالية لمستخدمي أبل الذين سجلوا في القناة قبل إطلاق إتش بي أو ماكس في مايو 2020 (مع منح الوصول إلى إتش بي أو إتش بي أو ماكس بدون رسوم إضافية) حتى 22 يوليو 2021، عندما تم إيقافها للاشتراكات الحالية. أدى النطاق الواسع لأجهزة أبل البالغ عددها 1.4 مليار جهاز قيد الاستخدام عالميًا إلى دفع الخدمات الرئيسية، وبعضها لديه بالفعل أنظمة توزيع المحتوى الخاصة بها، إلى عقد صفقات مع أبل.
رفضت شركة نتفليكس المشاركة في الخدمة، حيث قال الرئيس التنفيذي ريد هاستينغز إنهم اختاروا عدم دمج برمجة خدمتها في قنوات أبل تي في لأننا «نفضل أن يشاهد عملاؤنا المحتوى الخاص بنا في خدمتنا». كانت نتفليكس قد تلقت القليل من البيانات أو لم تتلق أي بيانات حول المشاهدين من قنوات أبل تي في. رفض الرئيس التنفيذي لشركة إيه تي آند تي راندال ستيفنسن، خلال مناقشة على خشبة المسرح مع أندرو روس سوركين من سي إن بي سي في حدث للتكنولوجيا المالية، الاقتراح القائل بأن مزودي المحتوى مثل إتش بي أو من إيه تي آند تي «لن يكون لديهم نفس مستوى الوصول إلى البيانات» الملتقطة من قنوات أبل تي في التي يتلقونها حاليًا من خلال تطبيقاتهم ومواقعهم الإلكترونية الخاصة «لرؤية ما يشاهده الجميع حقًا والقدرة على اتخاذ قرارات معينة»، وأصر بدلاً من ذلك على أن صفقات التوزيع الرقمي لشركة إيه تي آند تي توفر لها «الوصول إلى البيانات ... المهمة لتقديم الإعلانات، [ ] المهمة للتسويق».

#### تذكرة الموسم للدوري الأمريكي لكرة القدم
في 14 يونيو 2022، أعلنت رابطة الدوري الأمريكي لكرة القدم أنها وقعت اتفاقية بث مدتها 10 سنوات مع شركة آبل والتي ستدخل حيز التنفيذ مع موسم الدوري الأمريكي لكرة القدم 2023، والتي بموجبها ستحتفظ آبل بحقوق البث العالمية عبر الإنترنت لجميع مباريات الدوري الأمريكي لكرة القدم وكأس الدوريات، ومباريات الدوري الأمريكي لكرة القدم التالي والدوري الأمريكي للمحترفين القادم المحددة. تم إطلاق الخدمة، المعروفة باسم تذكرة الموسم للدوري الأمريكي لكرة القدم، في 1 فبراير 2023 كقناة في تطبيق أبل تي في. بالإضافة إلى تقديم سعر مخفض لمشتركي أبل تي في +، تتوفر حزمة من مباريات الدوري الأمريكي لكرة القدم وكأس الدوري لمشتركي أبل تي في +، مع توفر مجموعة فرعية من هذه المباريات مجانًا.

## تاريخ الإصدار
| المنطقة          | التاريخ        | م.            |
| ---------------- | -------------- | ------------- |
| الولايات المتحدة | 12 ديسمبر 2016 | [ 65 ] [ 66 ] |
| أستراليا         | 19 سبتمبر 2017 | [ 67 ]        |
| كندا             | 19 سبتمبر 2017 | [ 67 ]        |
| النرويج          | 31 أكتوبر 2017 | [ 68 ]        |
| السويد           | 31 أكتوبر 2017 | [ 68 ]        |
| فرنسا            | 8 ديسمبر 2017  | [ 69 ]        |
| ألمانيا          | 8 ديسمبر 2017  | [ 69 ]        |
| المملكة المتحدة  | 8 ديسمبر 2017  | [ 69 ]        |
| البرازيل         | 30 مارس 2018   | [ 70 ]        |
| المكسيك          | 30 مارس 2018   | [ 70 ]        |
| 90 دولة إضافية   | 13 مايو 2019   | [ 71 ]        |

### الملاحظات
1. ↑  يشار إليه ببساطة باسم «تي في» في أنظمة تشغيل أبل، و«أبل تي في» على الأجهزة غير التابعة لشركة أبل، و«تطبيق أبل تي في» أو «تطبيق تي في» على موقع أبل على الويب

## وصلات خارجية
- الصفحة الرسمية لتطبيق أبل تي في على apple.com